# Pedro Ignacio Wolcan Olano
Pedro Ignacio Wolcan Olano (Nueva Helvecia, 21 d'octubre de 1953) és un sacerdot catòlic uruguaià, bisbe elect de Tacuarembó. Va ser ordenat sacerdot el 21 de setembre de 1986.
El 2015 fou nomenat vicari general del bisbat de Tacuarembó. El 19 de juny de 2018, el papa Francesc el nomenà Bisbe de Tacuarembó, succeint Julio César Bonino Bonino.,
És consagrá bisbe l'12 d'agost 2018 en la catedràl de Sant Fructuós para el bisbe Carlos María Collazzi Irazábal.